# Ptolemaios Keraunos
Ptolemaios Keraunos (tiếng Hy Lạp: Πτολεμαίος Κεραυνός - mất 279 TCN) là vua xứ Macedonia trong thời đại Hy Lạp hóa, trị quốc từ năm 281 trước Công nguyên cho tới năm 279 trước Công nguyên. Tên hiệu của ông là Keraunos, có nghĩa là "Sấm chớp".
Ông là con trai trưởng của vua Ptolemaios I Soter nước Ai Cập và vợ cả của vua này là Eurydice (con gái của quan nhiếp chính Antipater xứ Macedonia). Người em trai út khác mẹ của ông, cũng có tên là Ptolemaios, được vua cha tấn phong làm Thái tử, vào năm 282 TCN, Thái tử Ptolemaios lên nối ngôi, tức là vua Ptolemaios II. Ptolemaios Keraunos đã rời bỏ Ai Cập và tới chầu vua xứ Thrace, Macedonia và một phần Tiểu Á là Lysimachos. Người chị em gái khác mẹ của ông, Arsinoe - sau này là Nữ hoàng Arsinoe II nước Ai Cập - kết hôn với vua vua Lysimachos.
Trong khi sinh sống tại triều đình vua Lysimachos, để lấy ngôi Thái tử cho con của bà, Arsinoe tìm cách hảm hại con trưởng của nhà vua là Agathokles, thế rồi nhà vua tuyên án Agathokles tạo phản và hành quyết Agathokles. Cùng với cô chị em gái cùng mẹ là Lyssandra (vợ của Agathokles), Keraunos Đông tiến đến yết kiến vua Seleukos I Nikator nước Syria để cầu viện. Nhận thấy cơ hội can thiệp vào tình hình chính trị của xứ Thrace của vua Lysimachos và xứ Ai Cập của vua Ptolemaios II, ít lâu sau vua Syria thân chinh đánh Lysimachos

## Giành lấy ngai vàng của Macedonia
Vào năm 281 trước Công nguyên, trong trận đánh tại Corupedium, vua Seleukos I Nikator đại thắng và giết được vua Thrace; sau đó, Ptolemaios lập mưu ám sát vua Syria, do ông nhận thấy rằng Seleukos I không hề muốn hỗ trợ ông hay là chị em gái của ông cướp được cái ngôi báu của xứ Macedonia. Sau đó, Quân đội Macedonia đã tôn ông lên làm vua. Để giữ vững chiếc Vương trượng của mình, vị tân vương hỏi cưới người chị em gái khác mẹ là Arsinoe - quả phụ của cố vương Lysimachos. Vào năm 281 trước Công nguyên, ông thiết lập liên minh với vua xứ Ipiros là Pyrros. Lúc bấy giờ, đối thủ duy nhất của ông là Antigonos Gonatas (Tiếng Hy Lạp: Αντίγονος Γονατάς) - con trai của cựu vương xứ Macedonia là Demetrios I Poliorketes (Tiếng Hy Lạp: Δημήτριος Πολιορκητής) - đang bị giam chân tại thành phố Demetriada, Thessaly và vì vậy, uy thế của Keraunos đã vươn rộng tới Hy Lạp.
Tình hình này không làm cho Hoàng hậu Arsinoe thỏa mãn. Trong lúc ông đang chinh chiến ở phương xa, tại kinh thành Cassandrea (Tiếng Hy Lạp: Κασσάνδρεια) bà lập mưu phản. Keraunos nhanh chóng tái chiếm kinh đô Cassandrea, và giết chết hai Hoàng tử con của Arsinoe, trong khi Hoàng tử cả Bắc tiến tới Vương quốc của người Dardanians, và Arsinoe bỏ trốn tới Ai Cập nơi bà kết hôn với vua em trai Ptolemaios II và lên làm Nữ hoàng Arsinoe II.

## Qua đời
Thế là vua Ptolemaios Keraunos vươn lên đến thời kỳ hoàng kim của ông, nhưng rồi giai đoạn này nhanh chóng qua đi. Dưới sự thống lĩnh của tộc trưởng Bolgius, người Gau liên tục cướp bóc xứ Macedonia và các phần đất khác của Hy Lạp, nhà vua phải thân chinh cầm binh ra đánh và bị tử trận vào năm 279 trước Công nguyên. Không chỉ riêng ông mà toàn quân Macedonia đều ngã xuống trên trận tiền. Sau khi ông bại vong, các thành bang Hy Lạp lâm vào tình trạng hỗn loạn, do không có một ông vua kế tục nào của ông có thể ổn định tình hình toàn cõi Hy Lạp. Nền văn minh Hy Lạp cổ đại phải hứng chịu tỉnh cảnh này trong khoảng hai năm, cho đến khi vua Antigonos Gonatas đại phángười Gaul trong trận chiến gần Lysimachia, Thrace, vào năm 277 trước Công nguyên. Sau chiến thắng, ông này được tấn phong làm vua xứ Macedonia và mở rộng uy quyền của mình cho tới miền Nam Hy Lạp.